# تپه یعقوب‌آباد ۳
تپه یعقوب آباد ۳ مربوط به دوران‌های تاریخی پس از اسلام است و در شهرستان بوئین‌زهرا، روستای بعقوب آباد واقع شده و این اثر در تاریخ ۱۰ مهر ۱۳۸۰ با شمارهٔ ثبت ۴۰۸۹ به‌عنوان یکی از آثار ملی ایران به ثبت رسیده است.